# عبدالله امیرطهماسبی
سرلشکر (امیرلشکر) عبدالله خان امیرطهماسبی (۱۲۶۰ خ. تهران – ۱۳۰۷ خ. بروجرد) فرمانده گارد محافظ احمدشاه قاجار بود و مدتی مافوق رضاشاه  پیش از سلطنت شد. مدتی فرماندار کل آذربایجان بود. و سپس وزیر جنگ رضاشاه و دولت فروغی شد. 
همچنین دخترش اختر الملوک امیر طهماسب همسر سپهبد علی حجت کاشانی معروف به تیمسار حجت  وزیر ورزش در دوره محمدرضا شاه پهلوی بود

## پیش از کودتای اسفند ۱۲۹۹
خانوادهٔ عبدالله خان از ایرانیانی بودند که به شمال ارس مهاجرت کرده‌بودند و پس از تصرف آن مناطق توسط روسیه به تهران آمدند. پدر او در نیروهای قزاق بود و عبدالله نیز در تهران به مدرسه نظامی قزاق‌ها رفت. او در سال ۱۲۹۸/۱۹۱۹ به درجه امیرتومانی رسید و سپس فرمانده گارد محافظ احمدشاه قاجار شد.

## پس از کودتا
پس از تشکیل قشون متحدالشکل، ادغام قوای قزاق و ژاندارمری و ساماندهی به درجات سابق و نیز علی‌رغم توجه و توصیه احمدشاه نسبت به عبدالله خان، رضاخان در تبدیل درجات قدیم به جدید به او تنزیل درجه داد و امیرتومان فرمانده گارد سلطنتی تبدیل به سرتیپ شد و از فرماندهی گارد به فرماندهی تیپ سوار لشکر مرکز تنزل مقام یافت. 
پس از فتح قلعه چهریق اما رضاخان به دنبال افسر لایقی بود که بتواند قشون آذربایجان را به‌خوبی اداره کند. لاجرم سرتیپ عبدالله خان را انتخاب و پس از ارتقای درجه وی به امیرلشکری، وی را فرمانده قوای آذربایجان و حاکم نظامی آن خطه کرد. 
امیرلشکر امیرطهماسبی در دستگیری اقبال السلطنه ماکوئی که به فرمان رضاخان صورت گرفت و تصرف خزائن او کارگردان اصلی بود (تابستان ۱۳۰۳). هرچند در مقام حکومت نظامی آذربایجان چندان دوامی نکرد و مقارن سفر سردار سپه به آذربایجان در بهار ۱۳۰۴ به تهران فراخوانده شد و سرتیپ محمدحسین آیرم جانشین وی شد. پس از آن امیرطهماسبی حاکم نظامی تهران و از اول شهریور ۱۳۰۴ معاون پارلمانی وزیر جنگ بود. 

## انقراض قاجاریه
امیر لشکر عبدالله خان امیرطهماسبی، در سرنگونی آخرین شاه قاجار و تحویل گرفتن کاخ‌های قاجاری مشارکت داشت. وی مأمور اخراج و تبعید محمدحسن میرزا ولیعهد و حرمسرای احمد شاه بود. گویا در برخورد با محمدحسن میرزا رفتار تندی داشت. پس از به سلطنت رسیدن رضاشاه در زمان رئیس‌الوزرائی فروغی ذکاءالملک وزیر جنگ بود و در کابینه مهدیقلی هدایت در یازدهم آبان ۱۳۰۶ به عنوان وزیر فوائد عامه و تجارت به مجلس شورای ملی معرفی شد. 

## ترور
امیرلشکر امیرطهماسبی در روز چهاردهم فروردین سال ۱۳۰۷ که به سرکشی راه بروجرد – خرم‌آباد رفته بود، در حالی که سوار بر خودرو بود در نزدیکی قریه رازان به دست عده‌ای از افراد مسلح از طایفه دلفان (به نام‌های سلیمان محمودوند شاه سله (شاه سله بخاطر کشتن وزیر و پوشیدن لباس های او)- عباس سرناوه - شیخ فرزند سلیم - براگجر) به ضرب گلوله به شدت مجروح شد.
امیرلشکر امیراحمدی که برای سرکشی به تشکیلات ژاندارمری در نزدیکی بروجرد بود، وقتی از زخمی شدن امیرطهماسبی اطلاع یافت، شبانه به کوه‌های رازان شتافت. امیر طهماسبی را که به‌شدت مجروح بود، به دهکده رنگرزان برده بودند. امیراحمدی با تلگراف از رضا شاه درخواست کرد دکتر لقمان‌الملک را با هواپیما برسانند. امیرطهماسبی را با کامیون به بروجرد بردند و دکتر لقمان‌الملک نزدیک سحر رسید اما درمان نتیجه نداد و امیرطهماسبی درگذشت.
امیراحمدی درباره لحظه مرگ امیرطهماسبی می‌گوید: «دیدم که این در حال اغما است ولی یک چیزی دارد می‌گوید. من برای این که بفهمم چه تقاضایی دارد سرم را جلوی دهان او آوردم دیدم او با لبش می‌گوید موج موج موج راه را بزنید که اتومبیل شاه بگذرد».
به مناسبت قتل امیرلشکر امیرطهماسبی به دستور شاه یک روز مدارس کل کشور تعطیل شد. مؤتمن‌الملک رئیس مجلس نیز با اظهار تأسف و تأثر از فاجعه، جلسه علنی مجلس را تعطیل کرد.
بنا به روایت فضل‌الله همایونی در تاریخ شفاهی ایران، رضاشاه در رابطه با ترور امیرطهماسبی، ضمن گردآوردی روسای طوایف به آنها دستور می دهد که عاملان قتل فوق ظرف یک ماه باید شناسایی شوند و در صورت هرگونه قصوری، مرتکبین اعدام شوند.

## دیگر مآثر
به دستور امیر لشکر عبدالله خان امیرطهماسبی، خانبابا معتضدی فیلمی از مراسم ورود رضاشاه پهلوی به مجلس مؤسسان گرفته‌است که بقایای این فیلم باقی مانده‌است.

امیرطهماسبی کتابی به نام تاریخ شاهنشاهی پهلوی درباره قیام مردم ایران و انقراض قاجاریه و سلطنت رضاشاه پهلوی تنظیم و به چاپ رسانید. در این کتاب سعی شده‌است سلطنت رضاشاه موجه و مورد علاقه قاطبه مردم نشان داده شود.

## یادکرد
1. ↑  دانشنامهٔ ایرانیکا، سرواژهٔ AMIR-ṬAHMĀSEBI
2. ↑  عاقلی، ص ۲۲۲
3. ↑  عاقلی، ص ۲۲۳
4. ↑  عاقلی، ص ۲۲۶-۲۲۴
5. 1 2  عاقلی، ص ۲۲۹
6. ↑  روزنامه همشهری
7. 1 2  عاقلی، ص ۲۳۰
8. ↑  دائرةالمعارف تبریز
9. 1 2  عاقلی، ص ۳۸۳
10. 1 2  «مذاکرات جلسه ۳۶ دوره دوم مجلس سنا هفدهم آبان ۱۳۳۳».[پیوند مرده]
11. ↑  عاقلی، ص ۳۸۴
12. ↑  تاریخ شفاهی ایران در دانشگاه هاروارد مصاحبه یا فضل الله همایونی نوار شماره ۱
13. ↑  فکوهی بایگانی‌شده  در ۱۳ ژانویه ۲۰۰۸ توسط Wayback Machine، بازدید: نوامبر ۲۰۰۸
14. ↑  عاقلی ۳۸۵